# Antropocæn
Antropocæn er foreslået som den epoke, vi lever i i dag. Den 4. marts 2024 stemte Submission on Quarternary Stratigraphy at antropocæn ikke er en epoke. Den 20. marts 2024 besluttede International Union of Geological Sciences (IUGS) det samme.
Geologer har inddelt Jordens historie med en geologisk tidsinddeling eller tidsskala. Hver tidsenhed har et navn, der samtidig henviser til geologiske lag, der er påvist i og på jorden. Den geologiske kronologi fastlægges af International Commission on Stratigraphy (ICS) under International Union of Geological Sciences. Som det fremgår af det nuværende Internationale Stratigrafiske Skema, kaldes den nuværende epoke Holocæn. Imidlertid har Subcommission on Quaternary Stratigraphy foreslået en ændring, som kan medføre at Holocæn slutter cirka år 1800, og derefter afløses af epoken Antropocæn. Det er senere foreslået, at Antropocæn starter med “the bomb spike”, det radioaktive nedfald fra atombombesprængningerne i midten at det tyvende århundrede som det gyldne søm.
Ordet Antropocæn har græske rødder: Ordet er dannet af anthropos 'menneske' og kainos 'ny', på dansk gengivet som 'menneskets nye tid'..

## Historie
Udtrykket Antropocæn blev introduceret af atmosfærekemikeren og nobelpristageren Paul J. Crutzen i 2000. "At navngive vor tid Antropocæn kan befordre en erkendelse af det afgørende, verdenshistoriske ansvar for klodens fremtid, som det moderne industrielle menneske har pådraget sig.". Forslaget om at introducere epoken Antropocæn begrundes bl.a. med den vurdering, at mennesket er blevet en geologisk kraft på lige fod med vulkaner, meteornedslag og forskydning af tektoniske plader. "En anerkendelse af Antropocæn vil .. veje meget tungt i den vægtskål, der fastslår menneskers påvirkning af miljøet som en videnskabelig kendsgerning" jf. den sjette massedød.

## Refleksion
Forståelsen af vor tid som Antropocæn, som Menneskets tidsalder, danner grundlag for en refleksion over menneskeskabte klimaændringer, herunder en kritik af 'neoliberal væksttænkning': Den "nuværende økonomiske tænkning vil fortsætte sin dominans, og i stedet for at blive revideret grundlæggende vil blive justeret efter de behov, som de tiltagende forringelser af de geofysiske forhold vil tydeliggøre. Og det vel at mærke på en måde, der yderligere vil fremme uligheden i en verden, hvor dem, der kan beskytte sig bag diger, forsikringspolicer, statsborgerskaber osv. vil blive færre, og dem, der vil mærke den indirekte vold, der ligger i disse forringelser, vil blive flere." .

## Eksterne links
- Velkommen til Antropocæn. Information 2011 - Se også
- Antropocæn: En geologisk og politisk kampplads. Ingeniøren 2017
- Seks teser om Antropocæn. Turbulens 2018
- Gregers Andersen: Grænseløshedens Kultur. Et opgør med hastighed, udmattelse og håbløshed i klimakrisens tidsalder. Informations Forlag, 2016. 185 s.
- Jeppe Christensen: Menneskets plads i naturhistorien, 8. feb. 2015
- Klimadebat.dk > Artikler > Klimavinklen > Klaus Illum: Klimaet i antropocæn, 1. juli 2014
- Ferdinand Ahm Krag: Menneskets nye tidsalder, 18. jan. 2013, i anledning af en international konference i Berlin: The Anthropocene Project: An Opening
- Subcommission on Quaternary Stratigraphy, Working Group on the 'Anthropocene' - Webside for den arbejdsgruppe, der skal undersøge emnet
- When Did the End Begin? New York Magazine 2015
- Theme Issue 'The Anthropocene: a new epoch of geological time?' compiled and edited by Mark Williams, Jan Zalasiewicz, Alan Haywood and Mike Ellis. Philosophical Transactions of the Royal Society A 369, 835-1112, 2011
- Jan Zalasiewicz, .. : Are we now living in the Anthropocene? GSA Today 18 (2): 4–8, 2008 Arkiveret 24. september 2015 hos  Wayback Machine